# Polisportive giovanili salesiane
Le Polisportive Giovanili Salesiane, in acronimo P.G.S., sono un'associazione italiana che promuove e favorisce le attività sportive. Questa associazione è stata promossa dal Centro Nazionale Opere Salesiane (C.N.O.S.) e dal Centro Italiano Opere Femminili Salesiane (C.I.O.F.S.).
Le Polisportive Giovanili Salesiane vengono fondate ufficialmente nel 1967, promosse dagli Enti Salesiani C.N.O.S. e C.I.O.F.S., per coordinare ed ufficializzare la grande mole di attività sportiva che da sempre viene promossa all’interno degli Istituti e degli Oratori Salesiani. Quello tra i Salesiani ed il gioco è un legame antico quanto Don Bosco: è difficile pensare i Salesiani o Don Bosco e non immaginarli partecipanti al gioco dei ragazzi. La scelta del gioco è di fondamentale importanza nella pedagogia salesiana, pedagogia rivolta a creare “buoni cristiani ed onesti cittadini”.
Nel 1979 il C.O.N.I. riconosce le P.G.S. come Ente Nazionale di Promozione Sportiva ed allora il progetto P.G.S. può essere proposto anche al di fuori del mondo salesiano. Un progetto che non nasce per ripetere attivismi sportivi, ma per attivare dinamismi sportivi in un contesto educativo, avendo come preoccupazione finale domani dei ragazzi: l’Ente P.G.S. si occupa di sport per costruire nell’atleta la Persona. Il suo scopo è di sviluppare le dimensioni educative, culturali e sociali dell’attività sportiva, all’interno di un articolato progetto di uomo e di società, ispirato alla visione cristiana, al sistema preventivo di Don Bosco ed agli apporti della tradizione salesiana.
Educare vuol dire stare accanto alle persone per aiutarle, senza sostituirsi a loro, a cogliere ed interpretare la realtà. Ecco allora l’impegno delle PGS alla promozione del volontariato nel servizio educativo, riconoscendone la validità nella formazione della persona. Ma non basta la buona volontà ed ecco allora il grande impegno nel dare e curare la professionalità e lo stile dell’animazione degli allenatori. 30 Anni di proposte e 140 Campi Scuola hanno permesso alle P.G.S. di formare migliaia di giovani allenatori con particolari attitudini educative, tanto da potersi permettere di coniare per loro un nuovo termine molto significativo: gli ALLEDUCATORI!
Nel 1981 le P.G.S. vengono riconosciute Ente Nazionale a carattere assistenziale con i Decreti del Ministero dell’Interno n. 10.6255/12000.A (78) del 22 febbraio e n. 10.14116/12000.A (78) del 17 ottobre ai sensi dell’art. 2, IV comma della Legge 524/1974 e art. 20 del DPR n. 640/1972.  Nell’anno 2000 vengono iscritte al Registro Nazionale delle Associazioni di Promozione Sociale ai sensi e per gli effetti della legge 7 dicembre n. 383  con il n. 62.
Nel 1991 una variazione di statuto molto significativa: le PGS cessano di essere “ENTE” per diventare “ASSOCIAZIONE”. Un semplice cambio di parola, ma un profondo cambio di significato. Ente fa pensare ad una struttura di servizio; Associazione meglio si adatta ad una comunità in cui i soci si devono sentire parte attiva per il raggiungimento degli obiettivi.
Sicuramente un modo di pensare e di proporre sport un po’ “diverso” da quello comunemente presentato dai media, ma un modo che evidentemente ha trovato molti più estimatori di quanto ci si potesse attendere. Infatti le P.G.S. sono passate dalle centinaia di Istituti ed Oratori salesiani del 1967 ad una realtà associativa che conta attualmente 2.183 società, con 109.331 tesserati.
Le P.G.S. sono presenti in tutte le venti Regioni d’Italia, avendo verificato anno per anno un incremento di adesioni giovanili ancor più significativo ove si consideri che la diminuzione delle nascite, ormai strutturale nel nostro paese, ha limitato fortemente il numero totale dei giovani.
P.G.S. Italia può infine vantarsi di aver dato la spinta alla creazione di una sua Struttura Internazionale, PGS International. Nel 1990 l’isola di Malta ospita la prima edizione dei Giochi Internazionali della Gioventù salesiana. L’edizione numero 25 è in programma a Bratislava, capitale della Repubblica Ceca, dal 30 aprile al 5 maggio 2014: 1.800 giovani provenienti da 14 nazioni Europee con la partecipazione straordinaria di sud-americani, di asiatici e di africani. Tutti uniti da un unico spirito, quello di Don Bosco, che consentirà concretamente e realmente di vivere un’esperienza di pace e fraternità.
Le Pgs sono un ente nazionale di promozione sportiva riconosciuto dal Coni, un ente assistenziale riconosciuto dal Ministero dell'Interno, un'associazione nazionale di promozione sociale riconosciuta dal Ministero del Welfare. I suoi soci sono oggi oltre 1200 associazioni sportive ed oltre 100.000 persone in tutta Italia. Le PGS sono parte del movimento sportivo salesiano internazionale (PGSI). Gli insegnamenti della PGS traggono ispirazione da san Giovanni Bosco.
Nel 2008 il CNOS ed il CIOFS hanno receduto dalla qualifica di soci ed Enti promotori.
Molti oratori salesiani, con le loro attività sportive effettuano il tesseramento a questa associazione, potendo così gestire attività di servizio bar o altre proposte.